# Boxarprotokollet

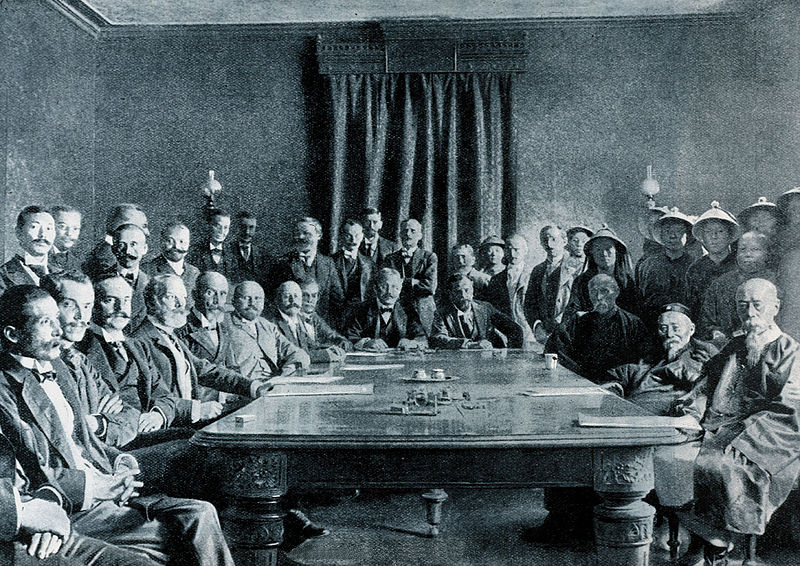
Undertecknandet av Boxarprotokollet. Sittande näst längst till höger är Qingimperiets befullmäktigade sändebud Li Hongzhang.

Boxarprotokollet, även känt som Xinchou-fördraget (kinesiska: 辛丑条约) i Kina, var ett fredsfördrag som undertecknades 7 september 1901 mellan Qingimperiet i Kina och åttanationsalliansen: Storbritannien, USA, Japan, Ryssland, Frankrike, Tyskland, Italien, Österrike-Ungern, Belgien, Spanien och Nederländerna sedan Kina förlorat Boxarupproret mot alliansens expeditionsstyrkor. 
Fördraget innehöll bland annat följande:
1. Qingimperiet skulle betala ett krigsskadestånd på 450.000.000  tael till segrarmakterna;
2. Qing ålades att bestraffa av de ämbetsmän som stött upproret;
3. Rivning av fortet i Dagu;
4. Qingimperiet förbjöds inköpa krigsmateriel i 2 år;
5. Segrarmakterna fick rätt permanent utplacera trupper i legationskvarteret och på olika platser kring Peking och Tianjin;
6. Suspension av de kejserliga examina i de provinser som stött upproret;
7. Qingimperiet ålades att sända en särskild ambassad till Berlin för be om ursäkt till den tyske kejsaren för mordet på den tyske ministern Clemens von Ketteler.

I dagens Kina betraktas detta protokoll som ett av många ojämlika fördrag som landet tvingats att underteckna sedan det första opiumkriget.
- Wikisource har originalverk som rör Boxarprotokollet.